# Hans Vontobel
Hans Jakob Vontobel (* 4. Dezember 1916 in Zürich; † 3. Januar 2016 ebenda) war ein Schweizer Bankier und Mäzen.

## Leben
Vontobel wuchs in Zürich-Fluntern auf. Er absolvierte ein Studium der Rechtswissenschaft an der Universität Zürich. Anschliessend absolvierte er ein Praktikum bei der Privatbank Pictet & Cie in Genf. Im Zweiten Weltkrieg war er in der Schweizer Armee und in deren Generalstab aktiv. 1942 promovierte er bei Gottfried Weiss in Zürich mit der Dissertation «Die Ausscheidung der Kompetenzen von Fürsorgebehörden und Gerichten in der Fürsorge für Scheidungskinder» zum Dr. iur.
1943 trat er in die 1936 von seinem Vater Jakob Vontobel (1885–1976) übernommene Privatbank J. Vontobel & Co. ein, die damals zwölf Angestellte hatte. 1951 wurde er Juniorpartner und Teilhaber mit unbeschränkter Haftung. 1984 wurde die Bank in eine Aktiengesellschaft umgewandelt und Hans Vontobel wurde Verwaltungsratspräsident. 1991 gab er das Amt an seinen Sohn Hans-Dieter Vontobel ab und wurde Ehrenpräsident der Bank Vontobel. Bis zu seinem Tod besass Hans Vontobel rund ein Fünftel der Aktien der Bank.
Von 1967 bis 1985 war Vontobel Präsident der Handelskammer Deutschland–Schweiz und von 1970 bis 1990 Mitglied des Verwaltungsrats der Schweizerischen Bankiervereinigung. Von 1961 bis 1971 war er im Präsidium der Zürcher Börse engagiert, von 1972 bis 1986 war er Verwaltungsrat der NZZ. Er war Präsident und Ehrenmitglied des Rotary Clubs Zürich.
Hans Vontobel gründete mehrere Stiftungen:
- Vontobel-Stiftung für gemeinnützige Fürsorge, von der Sozialhilfe über Aus- und Weiterbildung bis zum Heimatschutz[5]
- Stiftung Lyra als Starthilfe für junge Musikerinnen und Musiker
- Stiftung Kreatives Alter, welche Personen ab Alter 70 für überraschende Leistungen und originelle Ideen prämiert.[6]

Vontobel war verheiratet; aus der Ehe gingen sein Sohn, der Bankier Hans-Dieter Vontobel, und die zwei Töchter Regula und Kathrin hervor. Seit Studententagen war er Mitglied des Studentengesangvereins Zürich.

## Ehrungen
- Verdienstorden des Landes Baden-Württemberg (1980)
- Bayerischer Verdienstorden (1988)
- Ehrendoktorat der Universität Bratislava (1996)
- Ständiger Ehrengast der Universität Zürich (2009)
- Großes Verdienstkreuz der Bundesrepublik Deutschland

## Publikationen
- Hans Vontobel: Die Ausscheidung der Kompetenzen von Fürsorgebehörden und Gerichten in der Fürsorge für Scheidungskinder. Buchdruckerei Müller, Werder, Zürich 1942, OCLC 50992644 (Dissertation Universität Zürich 1942, 166 Seiten, Referent: Gottfried Weiss).